# 1990 RW3
1990 RW3 är en asteroid i huvudbältet som upptäcktes den 14 september 1990 av den amerikanske astronomen Henry E. Holt vid Palomarobservatoriet.
Asteroiden har en diameter på ungefär 5 kilometer och den tillhör asteroidgruppen Massalia.